# لويس ميدينا كانتاليخو
لويس ميدينا كانتاليخو (بالإسبانية: Luis Medina Cantalejo)‏ (مواليد 1 مارس 1964 في توماريس، إشبيلية، إسبانيا) هو حكم كرة قدم إسباني، وقد حكم في كأس العالم لكرة القدم 2006، وقد كان هو الحكم الرابع في نهائي كأس العالم لكرة القدم 2006، وقد أدار العديد من اللقاءات القوية في الدوري الإسباني، مثل مباريات ريال مدريد ونادي برشلونة.

## روابط خارجية
- لويس ميدينا كانتاليخو على موقع Soccerway.com (الإنجليزية)